# Leioproctus rufipennis
Leioproctus rufipennis är en biart som först beskrevs av Cockerell 1917.  Leioproctus rufipennis ingår i släktet Leioproctus och familjen korttungebin. Inga underarter finns listade i Catalogue of Life.